# Moriyama
Pour les articles homonymes, voir Moriyama (homonymie).
Moriyama (守山市, Moriyama-shi) est une ville située dans la préfecture de Shiga, au Japon.

## Géographie

### Situation
La ville de Moriyama est située dans la préfecture de Shiga, sur l'île de Honshū, au Japon. Elle s'étend au sud-est du lac Biwa.

### Démographie
En septembre 2022, la population de la ville de Moriyama était estimée à 85 539 habitants répartis sur une surface de 55,74 km2 (densité de population d'environ 1 535 hab./km2),.

### Hydrographie
La rivière Yasu, un affluent du lac Biwa, traverse le nord-est de Moriyama.

## Histoire
La ville moderne de Moriyama a été fondée le 1er juin 1970.

## Personnalités liées
- Yūko Kitano, personnalité politique.

## Transports
La ville est desservie par la ligne Biwako de la compagnie JR West à la gare de Moriyama.

## Jumelage
Moriyama est jumelée avec :
- Adrian (États-Unis) ;
- Comté de Kauai (États-Unis) ;
- Gongju (Corée du Sud).